# 보르네오 FC
보르네오 FC(인도네시아어: Borneo Football Club)는 동칼리만탄주 사마린다를 연고로 하는 인도네시아의 축구단으로 현재 리가 1에 참가하고 있다.

## 역사
창단 첫 시즌인 2014 시즌 리가 2에서 우승을 거머쥐며 리가 1 승격에 성공했고 리가 1로 승격된 이후에도 성적을 꾸준히 끌어올린 끝에 2022-23 시즌 4위라는 보르네오 구단 역사상 리가 1 역대 최고 성적을 거두었다.
그리고 2018-19 시즌 피알라 인도네시아를 통해 창단 이후 처음으로 인도네시아 컵대회에 참가하자마자 4강 진출의 돌풍을 일으켰으며 인도네시아 프레지던트컵에서도 2번의 준우승을 차지하는 성과를 거두었다.

## 우승
- 리가 2 : 우승 (2014)
- 인도네시아 프레지던트컵 : 준우승 (2017, 2022)
- 이스트 칼리만탄컵 : 우승 (2016)

## 선수 명단

### 현역
참고: FIFA 자격 규정에 따라 소속된 국가대표팀 국기를 표시합니다. 선수는 복수의 FIFA 비회원국 국적을 가지고 있을 수 있습니다.
| 번호 | 포지션 | 국적       | 이름                |
| ---- | ------ | ---------- | ------------------- |
| 2    | DF     |            | 호날두 로드리게스   |
| 14   | FW     | 인도네시아 | 스테파노 릴리팔리   |
| 25   | GK     | 인도네시아 | 나데오 아르가위나타 |
| 33   | MF     |            | 난부 겐조           |

| 번호 | 포지션 | 국적 | 이름     |
| ---- | ------ | ---- | -------- |
| 97   | MF     |      | 베르기뉴 |

## 역대 감독
| 감독            | 임기   |
| --------------- | ------ |
| 피터 하우스트라 | 2023 ~ |

틀:보르네오 FC 선수 명단